# Tulle gras
Pour les articles homonymes, voir Tulle (homonymie).
Le tulle gras est un pansement imprégné d'une préparation médicale contenant 98 parties de paraffine, une partie de baume du Pérou et une partie d'huile d'olive. 
Il évite que le pansement ne colle à la plaie, et il aide à la reformation des tissus (réépithélialisation). 

## Histoire

### Avant le tulle gras
Il y a longtemps que l'on a constaté qu'une matière huileuse végétale et/ou le miel,,, soulage la douleur intense des brûlures et de certaines blessures. 
En Europe, autrefois, selon l'ethnobotaniste François Couplan (2009), des pétales de lys (lys blanc), préalablement macérés dans de l’huile d’olive étaient utilisés pour soigner les brûlures.

### L'invention d'Auguste Lumière

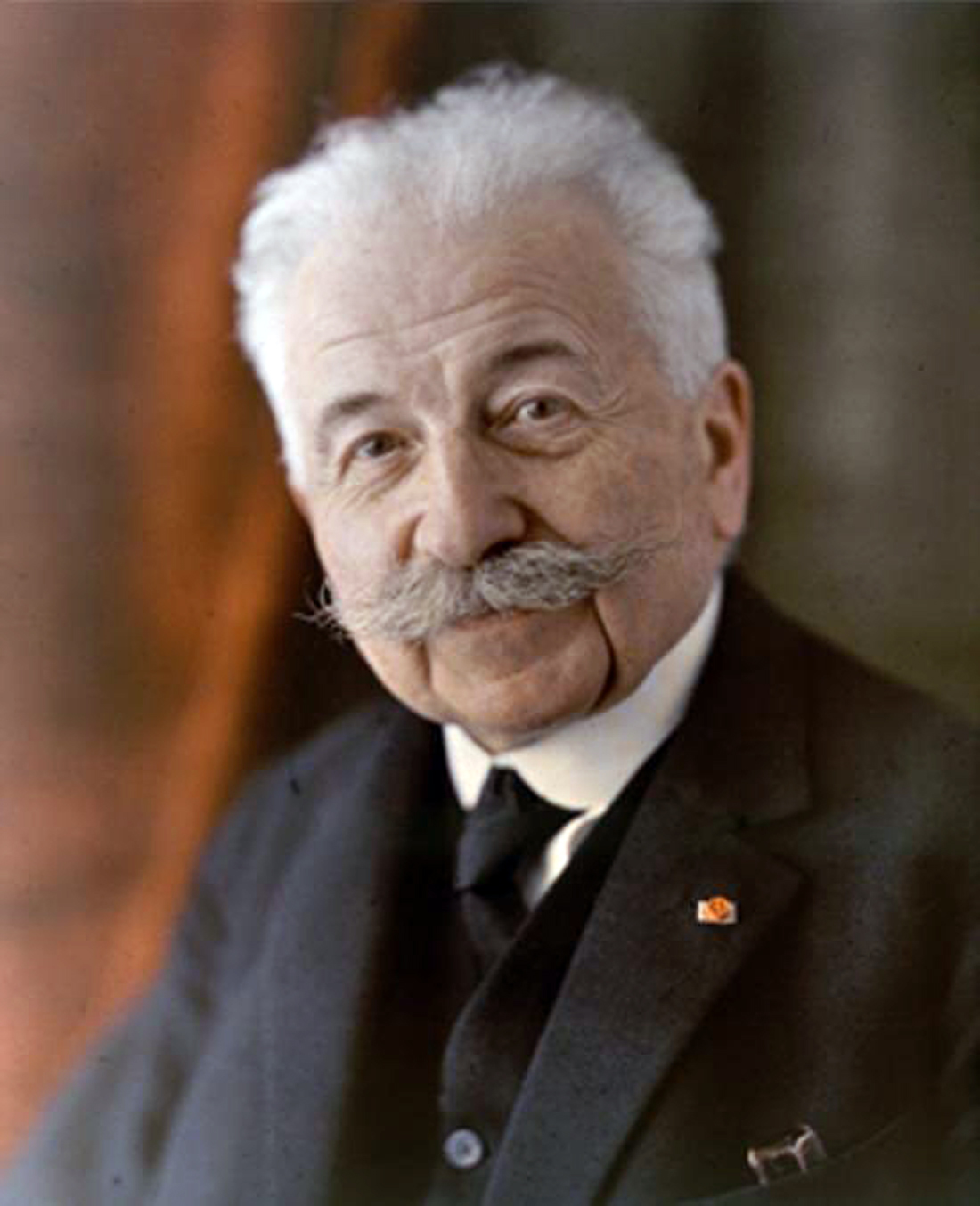
Auguste Lumière.

Collaborateur dans le service du Pr Léon Bérard à l'hôtel Dieu de Lyon, l'ingénieur Auguste Lumière met au point le « tulle gras Lumière » (mélange de paraffine, baume du Pérou, et huile d’olive) au début de la Première Guerre mondiale et soigne une partie des soldats grands brûlés durant ce conflit. D'autres types de tulle gras seront produits, dont par exemple le tulle gras de Solvay,.
Les laboratoires Lumière ont été vendus aux laboratoires Sarbach à la fin des années 1960. Plus tard, Sarbach fut acquis par le laboratoire Latéma, lui-même acquis ultérieurement par Solvay.

### Études
Un essai contrôlé randomisé en double aveugle (2006) a concerné l'efficacité d'un pansement au miel comparé à un tulle gras classique imprégné de paraffine (dans ce cas chez des patients ayant subi une chirurgie de l'ongle avec phénolisation matricielle). In fine, les cicatrices étaient comparables, et le temps moyen de cicatrisation était de 40,30 jours pour les patients soignés par un pansement au miel contre 39,98 jours pour le groupe ayant utilisé le tulle gras paraffiné. 
Les plaies par avulsion partielle ont néanmoins statistiquement guéri environ 30 % plus vite avec du tulle gras paraffiné (19,62 jours contre 31,76 jours), mais d'autres différences significatives ont été constatées en fin de réépithélialisation.